# Berneval-le-Grand
Berneval-le-Grand település Franciaországban, Seine-Maritime megyében. Lakosainak száma 1415 fő (2018. január 1.). Berneval-le-Grand Belleville-sur-Mer, Derchigny és Petit-Caux községekkel határos.

## Népesség
A település népességének változása:
| Lakosok száma | 641  | 666  | 760  | 893  | 998  | 1207 | 1422 | 1415 | 1409 | 1415 |
|               | 1962 | 1968 | 1975 | 1982 | 1990 | 2008 | 2013 | 2015 | 2017 | 2018 |